# Овечкино (Волгоградская область)
Ове́чкино — хутор в Быковском районе Волгоградской области России, входит в Солдатско-Степновского сельского поселения.

## География
Хутор расположен в Заволжье в 10 километрах восточнее села Солдатско-Степное.
Жителей мало.
В окрестностях посёлка — бахчи.

## Инфраструктура
Обслуживается отделением почтовой связи 404082, расположенным в селе Солдатско-Степном.

## История
Образовался в 1962 году. Получил своё название от бригадира фермы Овечкина Николая Федоровича.
Согласно данным 1968 и 1988 годов хутор находился в составе Солдатско-Степновского сельского совета.
C 2005 года посёлок входит в Солдатско-Степновское сельское поселение.